# WNBA Draft 2000
Der vierte WNBA Draft fand am 25. April 2000 in den NBA Entertainment Studios in Secaucus, New Jersey, Vereinigte Staaten statt. Die Auswahlreihenfolge wurde auf Basis der Abschlusstabelle vom Vorjahr festgelegt.
Doch bevor der vierte WNBA Draft durchgeführt wurde, fand am 15. Dezember 1999 ein Expansion Draft für die Miami Sol, Portland Fire, Indiana Fever und Seattle Storm statt.

## Expansion Draft
|    | Spieler                | Nationalität       | WNBA-Team     | vorheriges WNBA-Team |
| -- | ---------------------- | ------------------ | ------------- | -------------------- |
| 1  | Gordana Grubin (G)     | BR Jugoslawien     | Indiana Fever | Los Angeles Sparks   |
| 2  | Edna Campbell (G)      | Vereinigte Staaten | Seattle Storm | Phoenix Mercury      |
| 3  | Kate Starbird (G)      | Vereinigte Staaten | Miami Sol     | Sacramento Monarchs  |
| 4  | Alisa Burras (F)       | Vereinigte Staaten | Portland Fire | Cleveland Rockers    |
| 5  | Sonja Henning (G)      | Vereinigte Staaten | Portland Fire | Houston Comets       |
| 6  | Sandy Brondello (G)    | Vereinigte Staaten | Miami Sol     | Detroit Shock        |
| 7  | Sophia Witherspoon (G) | Vereinigte Staaten | Seattle Storm | New York Liberty     |
| 8  | Stephanie McCarthy (G) | Vereinigte Staaten | Indiana Fever | Charlotte Sting      |
| 9  | Nyree Roberts (C)      | Vereinigte Staaten | Indiana Fever | Washington Mystics   |
| 10 | Angela Aycock (F)      | Vereinigte Staaten | Seattle Storm | Minnesota Lynx       |
| 11 | Debbie Black (G)       | Vereinigte Staaten | Miami Sol     | Utah Starzz          |
| 12 | Tari Phillips (C)      | Vereinigte Staaten | Portland Fire | Orlando Miracle      |
| 13 | Ciquese Washington (G) | Vereinigte Staaten | Portland Fire | New York Liberty     |
| 14 | Sharon Manning (F)     | Vereinigte Staaten | Miami Sol     | Charlotte Sting      |
| 15 | Nina Bjedov (C)        | BR Jugoslawien     | Seattle Storm | Los Angeles Sparks   |
| 16 | Rita Williams (G)      | Vereinigte Staaten | Indiana Fever | Washington Mystics   |
| 17 | Kara Wolters (C)       | Vereinigte Staaten | Indiana Fever | Houston Comets       |
| 18 | Toni Foster (F)        | Vereinigte Staaten | Seattle Storm | Phoenix Mercury      |
| 19 | Lesley Brown (F)       | Vereinigte Staaten | Miami Sol     | Detroit Shock        |
| 20 | Molly Goodenbour (G)   | Vereinigte Staaten | Portland Fire | Sacramento Monarchs  |
| 21 | Jamila Wideman (G)     | Vereinigte Staaten | Portland Fire | Cleveland Rockers    |
| 22 | Yolando Moore (F)      | Vereinigte Staaten | Miami Sol     | Orlando Miracle      |
| 23 | Charmin Smith (G)      | Vereinigte Staaten | Seattle Storm | Minnesota Lynx       |
| 24 | Chantel Tremitiere (G) | Vereinigte Staaten | Indiana Fever | Utah Starzz          |

## WNBA Draft

### Runde 1
| Pick | Spielerin               | Nationalität       | WNBA-Team           | College/Junior/Klub-Team              |
| ---- | ----------------------- | ------------------ | ------------------- | ------------------------------------- |
| 1    | Ann Wauters (C)         | Belgien            | Cleveland Rockers   | BC Volgaburmash                       |
| 2    | Tausha Mills (C)        | Vereinigte Staaten | Washington Mystics  | Chicago Condors (ABL)                 |
| 3    | Edwina Brown (G)        | Vereinigte Staaten | Detroit Shock       | University of Texas at Austin         |
| 4    | Cintia Dos Santos (F/C) | Brasilien          | Orlando Miracle     |                                       |
| 5    | Grace Daley (G)         | Vereinigte Staaten | Minnesota Lynx      | Tulane University                     |
| 6    | Betty Lennox (G)        | Vereinigte Staaten | Minnesota Lynx      | Louisiana Tech University             |
| 7    | Lynn Pride (G/F)        | Vereinigte Staaten | Portland Fire       | University of Kansas                  |
| 8    | Tamicha Jackson (G)     | Vereinigte Staaten | Detroit Shock       | Louisiana Tech University             |
| 9    | Kamila Vodichkova (F/C) | Tschechien         | Seattle Storm       | BK Gambrinus                          |
| 10   | Maylana Martin (F)      | Vereinigte Staaten | Minnesota Lynx      | University of California, Los Angeles |
| 11   | Summer Erb (C)          | Vereinigte Staaten | Charlotte Sting     | North Carolina State University       |
| 12   | Naomi Mulitauaopele (C) | Vereinigte Staaten | Utah Starzz         | Stanford University                   |
| 13   | Olga Firsova (C)        | Ukraine            | New York Liberty    | Kansas State University               |
| 14   | Katy Steding (F)        | Vereinigte Staaten | Sacramento Monarchs | Portland Power (ABL)                  |
| 15   | Nicole Kubik (G)        | Vereinigte Staaten | Los Angeles Sparks  | University of Nebraska at Lincoln     |
| 16   | Elena Chakirova (F/C)   | Russland           | Houston Comets      |                                       |

### Runde 2
| Pick | Spielerin                    | Nationalität       | WNBA-Team           | College/Junior/Klub-Team                  |
| ---- | ---------------------------- | ------------------ | ------------------- | ----------------------------------------- |
| 17   | Helen Darling (G)            | Vereinigte Staaten | Cleveland Rockers   | The Pennsylvania State University         |
| 18   | Tonya Washington (G/F)       | Vereinigte Staaten | Washington Mystics  | University of Florida                     |
| 19   | Jameka Jones (G)             | Vereinigte Staaten | Miami Sol           | University of North Carolina at Charlotte |
| 20   | Jannon Roland (F)            | Vereinigte Staaten | Orlando Miracle     | New England Blizzard (ABL)                |
| 21   | Adrian Williams-Strong (F/C) | Vereinigte Staaten | Phoenix Mercury     | University of Southern California         |
| 22   | Marla Brumfield (G)          | Vereinigte Staaten | Minnesota Lynx      | Rice University                           |
| 23   | Stacey Thomas (F)            | Vereinigte Staaten | Portland Fire       | University of Michigan                    |
| 24   | Keitha Dickerson (F)         | Vereinigte Staaten | Minnesota Lynx      | Texas Tech University                     |
| 25   | Charisse Sampson (G)         | Vereinigte Staaten | Seattle Storm       | New England Blizzard (ABL)                |
| 26   | Jurgita Streimikyte (F)      | Litauen            | Indiana Fever       | Pool Comense                              |
| 27   | Tiffany Travis (G/F)         | Vereinigte Staaten | Charlotte Sting     | University of Florida                     |
| 28   | Madinah Slaise (G)           | Vereinigte Staaten | Detroit Shock       | University of Cincinnati                  |
| 29   | Desiree Francis (F)          | Vereinigte Staaten | New York Liberty    | Iowa State University                     |
| 30   | Stacy Clinesmith (G)         | Vereinigte Staaten | Sacramento Monarchs | University of California, Santa Barbara   |
| 31   | Paige Sauer (C)              | Vereinigte Staaten | Los Angeles Sparks  | University of Connecticut                 |
| 32   | Andrea Garner (C)            | Vereinigte Staaten | Houston Comets      | The Pennsylvania State University         |

### Runde 3
| Pick | Spielerin              | Nationalität       | WNBA-Team           | College/Junior/Klub-Team                   |
| ---- | ---------------------- | ------------------ | ------------------- | ------------------------------------------ |
| 33   | Monique Morehouse (C)  | Vereinigte Staaten | Cleveland Rockers   | New England Blizzard (ABL)                 |
| 34   | Jill Morton (G)        | Vereinigte Staaten | Charlotte Sting     | University of Louisville                   |
| 35   | Stacy Frese (G)        | Vereinigte Staaten | Utah Starzz         | Iowa State University                      |
| 36   | Shawnetta Stewart (G)  | Vereinigte Staaten | Orlando Miracle     | Rutgers University                         |
| 37   | Tauja Catchings (F)    | Vereinigte Staaten | Phoenix Mercury     | University of Illinois at Urbana-Champaign |
| 38   | Phylesha Whaley (F)    | Vereinigte Staaten | Minnesota Lynx      | University of Oklahoma                     |
| 39   | Maxann Reese (G)       | Vereinigte Staaten | Portland Fire       | Michigan State University                  |
| 40   | Milena Flores (G)      | Vereinigte Staaten | Miami Sol           | Stanford University                        |
| 41   | Kirra Jordan (F)       | Vereinigte Staaten | Seattle Storm       | Rice University                            |
| 42   | Usha Gilmore (G/F)     | Vereinigte Staaten | Indiana Fever       | Rutgers University                         |
| 43   | Peppi Browne (G/F)     | Vereinigte Staaten | Charlotte Sting     | Duke University                            |
| 44   | Chavonne Hammond (G/F) | Vereinigte Staaten | Detroit Shock       | Vanderbilt University                      |
| 45   | Jessica Bibby (G)      | Australien         | New York Liberty    | Dandenong Rangers (WNBL)                   |
| 46   | Rhonda Y Smith (C)     | Vereinigte Staaten | Sacramento Monarchs | University of Washington                   |
| 47   | Marte Alexander (C)    | Vereinigte Staaten | Los Angeles Sparks  | University of Arizona                      |
| 48   | Latavia Coleman (F)    | Vereinigte Staaten | Houston Comets      | Florida State University                   |

### Runde 4
| Pick | Spielerin                | Nationalität       | WNBA-Team           | College/Junior/Klub-Team                |
| ---- | ------------------------ | ------------------ | ------------------- | --------------------------------------- |
| 49   | Sophie von Saldern (F/C) | Deutschland        | Cleveland Rockers   | University of California, Berkeley      |
| 50   | Latina Davis (G)         | Vereinigte Staaten | Indiana Fever       | University of Tennessee                 |
| 51   | Kristi Rasmussen (F)     | Vereinigte Staaten | Utah Starzz         | Michigan State University               |
| 52   | Romana Hamzova (G)       | Tschechien         | Orlando Miracle     |                                         |
| 53   | Shantia Owens (C)        | Vereinigte Staaten | Phoenix Mercury     | University of Kentucky                  |
| 54   | Jana Lichnerova (C)      | Vereinigte Staaten | Minnesota Lynx      | Saint Joseph’s University               |
| 55   | Rhonda L Smith (C)       | Vereinigte Staaten | Portland Fire       | California State University, Long Beach |
| 56   | Shanele Stires (F)       | Vereinigte Staaten | Minnesota Lynx      | Columbus Quest (ABL)                    |
| 57   | Katrina Hibbert (G)      | Vereinigte Staaten | Seattle Storm       | Louisiana State University              |
| 58   | Renee Robinson (G)       | Vereinigte Staaten | Indiana Fever       | University of Virginia                  |
| 59   | Shaka Massey (C)         | Vereinigte Staaten | Charlotte Sting     | Louisiana Tech University               |
| 60   | Cal Bouchard (G)         | Vereinigte Staaten | Detroit Shock       | Boston College                          |
| 61   | Natalie Porter (F)       | Australien         | New York Liberty    |                                         |
| 62   | Jessica Zinobile (F)     | Vereinigte Staaten | Sacramento Monarchs | Saint Francis College                   |
| 63   | Nicky McCrimmon (G)      | Vereinigte Staaten | Los Angeles Sparks  | University of Southern California       |
| 64   | Abbie Willenborg (F)     | Vereinigte Staaten | Houston Comets      | Marquette University                    |